# Angostura bracteata
Angostura bracteata är en vinruteväxtart som först beskrevs av Nees & Mart., och fick sitt nu gällande namn av J. A. Kallunki. Angostura bracteata ingår i släktet Angostura och familjen vinruteväxter. Inga underarter finns listade i Catalogue of Life.